# 柳杉薄圓盾介殼蟲
柳杉薄圓盾介殼蟲（学名：Aspidiotus cryptomeriae）为盾介殼蟲科薄圓盾介殼蟲屬下的一个种。